# Arésio Teixeira Peixoto

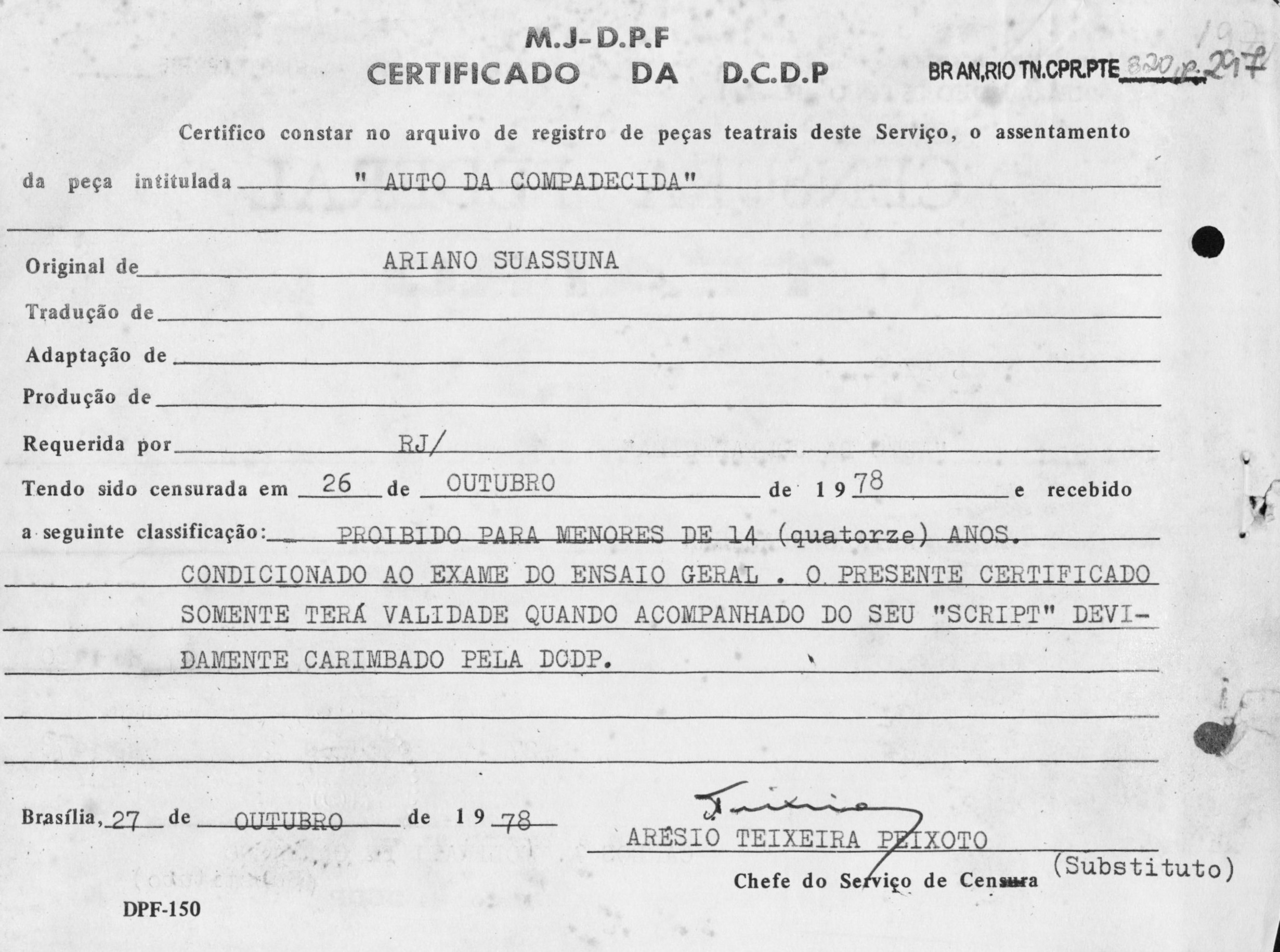
Certificado de censura de Auto da Compadecida, assinado por Arésio Teixeira Peixoto.

Arésio Teixeira Peixoto foi um censor brasileiro durante a ditadura militar. Presidiu a Associação Nacional dos Censores Federais (ANACEN); foi aliás seu primeiro presidente, num processo de institucionalização da censura no Brasil. Ele foi também chefe do serviço da Divisão de Censura de Diversões Públicas. É dele a certificação de censura de Gota d'Água, datada de 8 de julho de 1976, e de Auto da Compadecida, datada de 26 de outubro de 1978.